# Austrojet
Austrojet – nieistniejąca od 2009 roku austriacka linia lotnicza z byłą siedzibą w Salzburgu. Głównym węzłem był port lotniczy Salzburg.